# Giampietrino

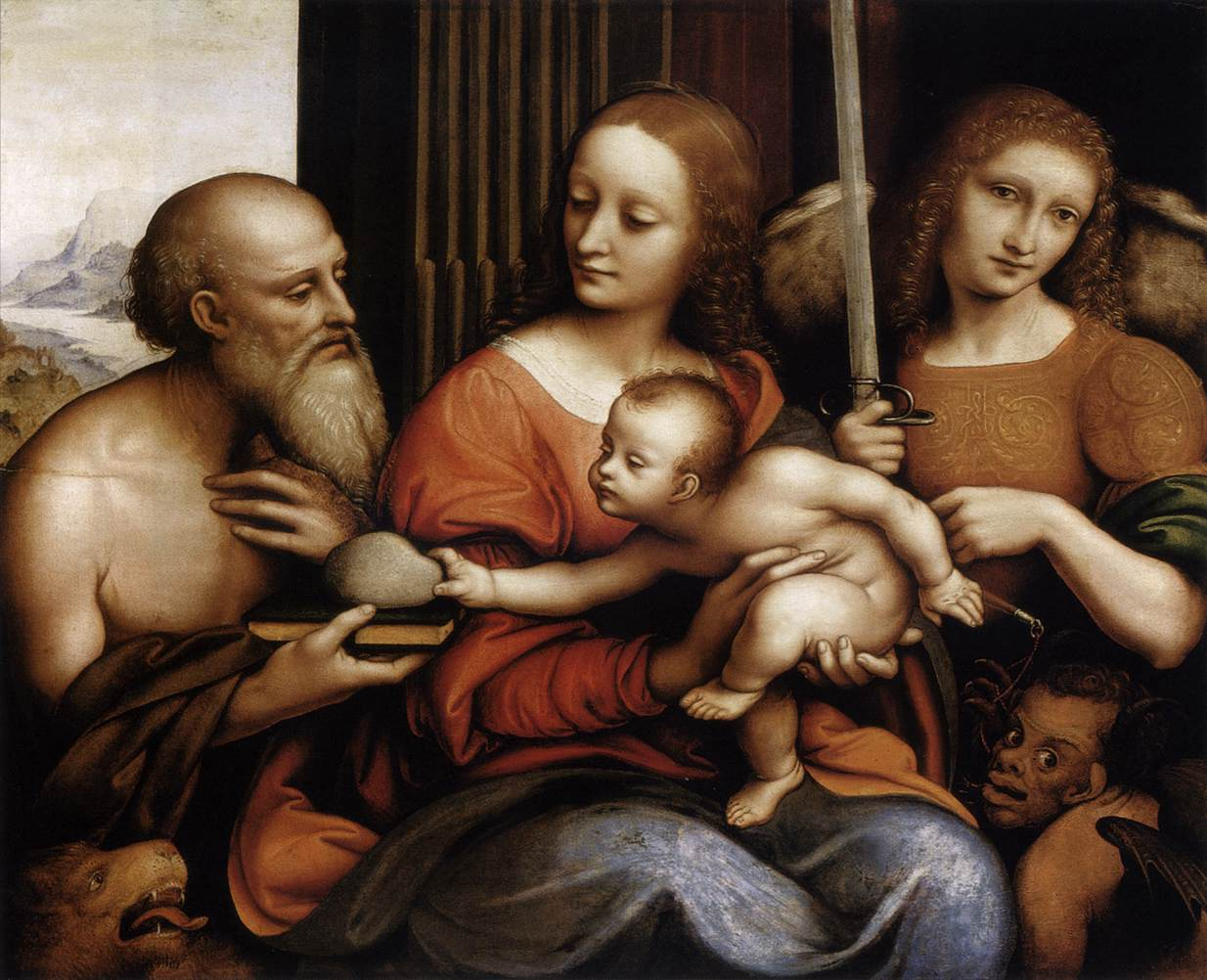
Verge amb el nen i els sants Jeroni i Miquel arcàngel.

Giampietrino, el probable nom real del qual era Giovanni Pietro Rizzoli (Milà, FL. 1508 – 1549), va ser un pintor renaixentista italià, de L'escola llombarda, seguidor de l'estil de Leonardo da Vinci, caracteritzat succintament per Sidney J. Freedberg com a "explotador del repertori de Leonardo.

## Biografia

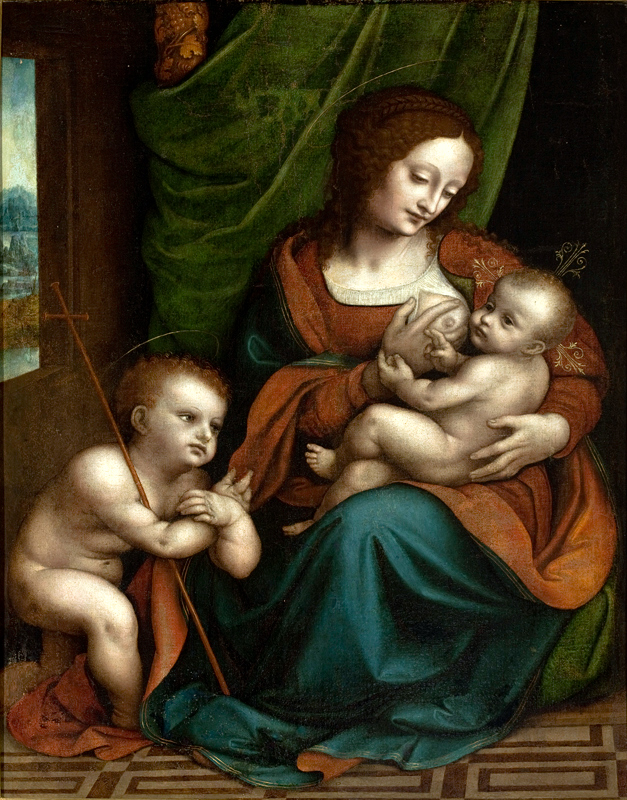
Verge amb el nen

La informació biogràfica sobre el pintor és més aviat escassa. La seva data de naixement és entre el 1480 i el 1485. Sembla que fou un deixeble directe de Leonardo; Giovanni Paolo Lomazzo esmenta 'Pietro' amb Giovanni Antonio Boltraffio, Francesco Melzi i Gian Giacomo Caprotti, conegut com a Salaino, i el seu mestre Leonardo en les seves proves en imitació del grotesc. Es discuteix la identificació de l'artista amb el 'Gianpetro' esmentat per Leonardo al Codi Atlàntic de la Biblioteca Ambrosiana. El 1511, junt amb Giovanni Agostino da Lodi, Marco d'Oggiono, Giovanni Antonio Boltraffio i Giovita da Caravaggio fou nomenat procurador d'un consorci de pintors del qual Bramantino i Bernardo Zenale n'eren respectivament prior i tresorer.
Durant molt de temps s'ha desconegut la veritable personalitat d'aquest artista. S'han proposat diverses identitats basades en diversos documents: Giovanni Battista Belmonte (ara descartat), Gian Pietro Rizzi, Giovanni di Pietro de Como. Els erudits avui coincideixen a atribuir el corpus d'obres des de fa temps recollit amb el nom genèric de Giampietrino, a Giovanni Pietro Rizzoli, l'artista llombard testificat documentalment a Llombardia. Els crítics continuen debatent tota la cronologia de les obres. Les seves primeres obres inclouen una Madonna i un Nen del Museu Poldi Pezzoli de Milà, la Nativitat i el Crist Maquillat de l'Acadèmia Albertina de Torí, la Madonna del latte de la Galeria Borghese i la Lamentació de la Gemäldegalerie de Berlín.
És probable que giampietrino fos Gian Petro per Leonardo en una llista dels seus col·laboradors. Rizzoli seria part del taller del professor durant la seva segona estada milanesa (1508-1513), a jutjar pels models i estil Leonardesc que va ocupar com a mecenes de la seva carrera com a artista independent. El "sfumatto" de la pintura de Leonardo da Vinci es troba en l'única obra de la qual tenim el contracte original de l'encàrrec, de 1521: una Madonna i un Nen amb Sants Miquel i Jeroni pintats per a l'església de San Marino de Pavia, a la qual referències evidents a la pintura de Cesare da Sesto i al seu classicisme viscut en el context romà.
Ha estat particularment prolífica la producció de petites pintures destinades a la devoció privada dels col·leccionistes, sovint en els segles posteriors es va creure que eren obres autògrafes de Leonardo. Entre els temes més recurrents, hi havia, per descomptat, les Madonne amb nen; especialment apreciada va ser la Madonna della mela, que es va repetir diverses vegades (Milà, Pinacoteca di Brera i Pinacoteca del Castello Sforzesco, Sant Petersburg, Hermitage), una feliç síntesi d'un model raphaelesc (Madonna de la cadira) i el matís de Leonardo. Molt sol·licitades eren també els sensuals i lúdics nus femenins, que solien interpretar Magdalenes penitents, heroïnes bíbliques o personatges mitològics. El Giunone del Castello del Buon Consiglio de Trento, la caçadora Diana del Metropolitan Museum de Nova York, Minerva i Venus de col·lecció privada probablement formen una sèrie, apart de la Sofonisba i la Didone de la col·lecció Borromeo a Isola Bella.
S.J. Freedberg el descriu com un mer explotador del repertori de Leonardo, però amb una mica més de talent que altres Leonardians com Marco d'Oggiono. El seu estil combina els fons foscos i borrosos del mestre amb una paleta de colors molt més brillant, amb un ús extensiu del rosat, especialment en carns i fons drapats. Va ser un artista molt actiu, que va produir moltes obres de tot tipus, taules d'altar, figures al·legòriques de mig cos, etc. La majoria conserven diverses versions i variants. Característic de les seves obres d'autògraf és un got de ceràmica blanca petita, una mena de símbol o emblema que permet certificar la seva autoria. En la seva última vegada va revelar la influència d'un altre dels pintors més importants del cercle Leonardesià, Bernardino Luini.
Giampetrino va ser un dels principals difusors de l'estil de Leonardo en tota la Llombardia, encara que en obres despullades de la profunditat psicològica i al·legòrica de l'original.

## Obres destacades

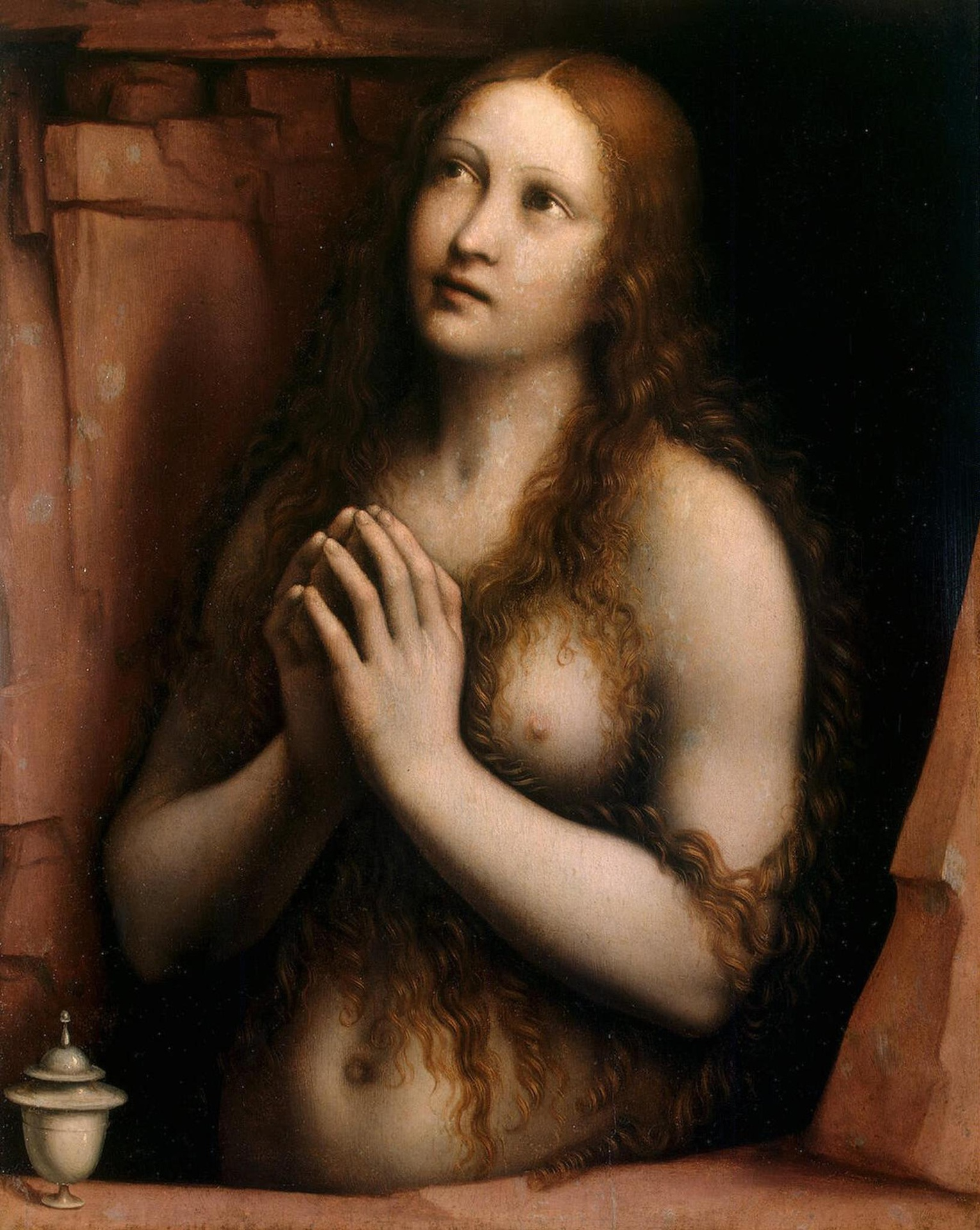
Magdalena penitent, Museu de l' Hermitage, Sant Petersburg.

- Mare de Déu amb el Nen i Giovannino (1510-1515, Museu d'art de Seattle), rèplica o Derivació d'un original de Leonardo.
- Leda i els seus fills (1520, Staatliche Museen, Kassel).
- Mare de Déu amb el nen (c. 1520, Museu de l'Hermitage, Sant Petersburg).
- Maria Magdalena (1521, Museu d'art de Portland).
- Mare de Déu amb el nen i els sants (1521, San Marino, Pavia).
- El suïcidi de Cleopatra (Museu del Louvre, París).
- Crist portant la creu (National Gallery de Londres).
- Salomé amb el cap del Baptista (National Gallery de Londres).
- Mare de Déu amb el nen i Giovannino en oració (Museu d'art de Sao Paulo).
- Mare de Déu amb el nen (Museu de Belles Arts de València).
- Mare de Déu amb el nen (Reverso: Icosadodecdecahedron) (Museu Poldi Pezzoli,Milà).
- Crist amb el símbol de la Trinitat (Museu de l'ermita, Sant Petersburg).
- Magdalena penitent (Museu Nacional de Capodimonte, Nàpols).
- Mare de Déu amb el nen, Giovannino i San Jeroni (Museu de Capodimonte, Nàpols).
- Roman Lucretia (chazen Museum of Art, Madison).
- Sofonisba (Museu Borromeo, Isola Bella).
- Santa Caterina d'Alexandria (Museu de Belles Arts de San Francisco).

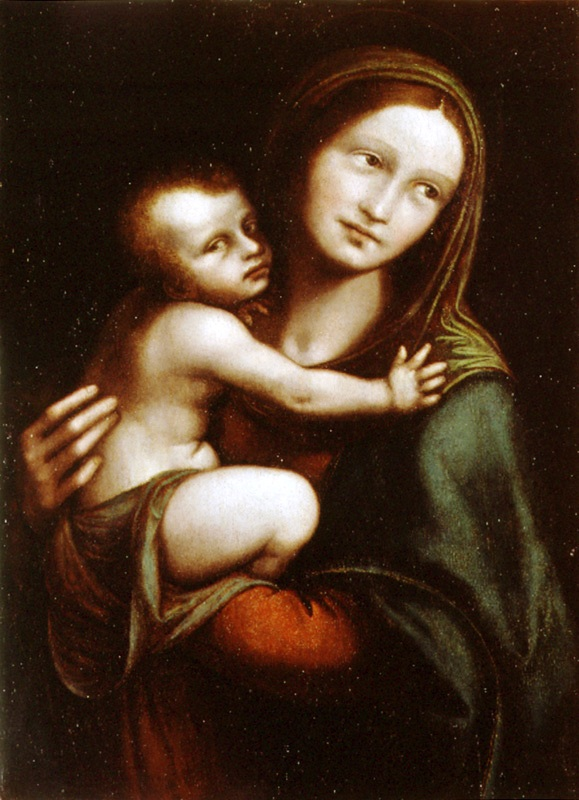
Mare de Déu amb el nen,giampetrino. Ca. 1525-1530.(Museu de Belles Arts de València).

- L'últim sopar (Royal Academy, Londres) (còpia de l'original de Leonardo).
- Sant Jeroni penitent (Musée des Beaux-Arts, Rouen).
- Mare de Déu entronitzat amb el Nen i els Sants (Bagatti Valsecchi Museum, Milà).
- Crist Redemptor (Museu de Bagatti Valsecchi, Milà).
- Sagrada Família amb un àngel (Fogg Museum of Art, Harvard).
- Mare de Déu amb el nen i un lliri (Institut d'art Courtauld,Londres).
- Mare de Déu amb el nen i Sant Jeroni (Courtauld Institute of Art, Londres).
- Cleopatra (1524-26, galeria d'art de la Universitat Bucknell, Lewisburg).
- Mare de Déu amb el nen (1525, Rijksmuseum, Amsterdam).
- Diana Hunter (1526, Museu Metropolità d'art,Nova York).
- Magdalena penitent (c.1530, Museu de l'Hermitage, Sant Petersburg).
- Magdalena penitent (catedral de Burgos).
- Santa Caterina (Museu del Prado, Madrid).
- Magdalena penitent (Museu del Prado).
- San Joan Bautista (Museu d'art de Ponce, Ponce, Puerto Rico).
- Salvator Mundi (Institut d'Arts de Detroit)
- Madonna delle ciliegie, Budapest, col. Marczell Neme[10]

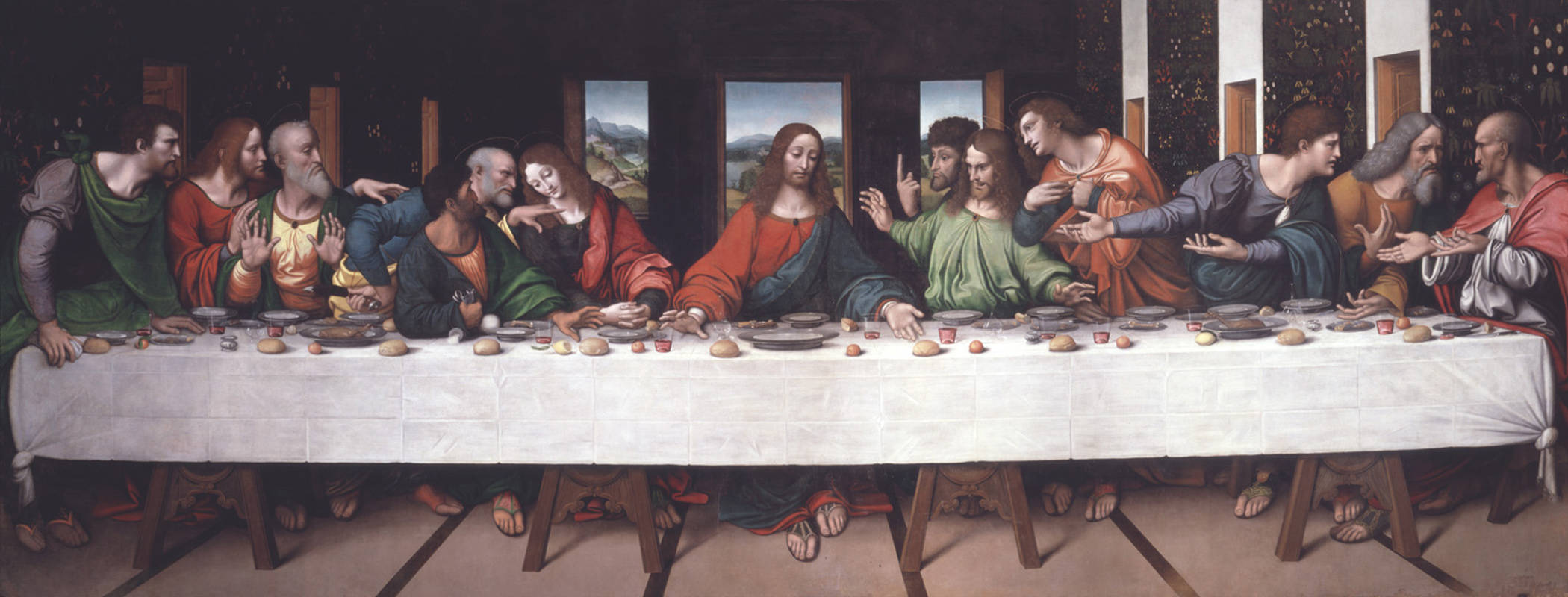
L'últim sopar, ca. 1520, de Giampietrino, copiat del de Leonardo da Vinci, oli sobre tela, actualment a la col·lecció de la Royal Academy of Arts, Londres; una còpia exacta i a gran escala de l'original que va ser la font principal per a la restauració fa vint anys de l'obra mestra original (1978-1998)